# Minerva Mirabal
María Argentina Minerva Mirabal Reyes, més coneguda com a Minerva Mirabal, (Salcedo, República Dominicana, 12 de març de 1926 - La Cumbre, entre Santiago i Puerto Plata, República Dominicana, 25 de novembre de 1960) fou una advocada i activista política dominicana. Fou una de les germanes assassinades durant la dictadura de Rafael Leónidas Trujillo. També fou una de les primeres dones a obtenir el títol de Dret durant la dictadura, llicenciada a la Universitat Autònoma de Santo Domingo.

## Orígens
Nasqué a Salcedo el 12 de març de 1926, sent filla de Mercedes Reyes Camilo (Chea) i Enrique Mirabal Fernández, comerciant i terratinent. Des de molt petita destacà per la seva intel·ligència: als cinc anys ja sabia llegir i escriure correctament, i als set recitava versos dels clàssics francesos, com Victor Hugo. Als dotze anys, els seus pares la matricularen al Col·legi Inmaculada Concepción de la Vega, a la província de La Vega, juntament amb les seves germanes Patria i Dedé. L'any 1946 es graduà en Filosofia i Lletres. Li agradà escriure i llegir poesia, especialment la de Pablo Neruda. Tant a ella com a la seva germana Patria els agradà l'art, especialment el de Picasso.
L'any 1954, trobant-se de vacances a Jarabacoa, conegué a Manolo Tavárez Justo, també estudiant de Dret, amb qui establí una relació que la dugué al matrimoni. El 20 de novembre de 1955 es casaren i anaren a viure a Montecristi. Fruït d'aquesta unió nasqué Minou, nascuda l'agost de 1956, i Manuel Enrique ("Manolito"), el gener de 1960.

## Tirania
Tingué una destacada participació al costat del seu marit en les reunions clandestines que donaren origen al Moviment Revolucionari 14 de Juny. Segons el testimoni dels qui la conegueren, fou una dona excepcional destacada en totes les activitats en les quals participava, especialment pel seu entusiasme, carisma i ferma militància antitrujillista, així com pel seu amor a la llibertat, valentia i indignació davant del present. Amb el nom de guerra «Mariposa» ("Papallona"), entrà de ple a la clandestinitat. Tot això, portà com a conseqüència que fos capturada en diverses ocasions pel Servei d'Intel·ligència Militar (SIM).
Les dificultats amb la dictadura s'iniciaren al juny de 1949, quan ella i els seus pares, convidats per les màximes autoritats de la seva província, assistiren a una festa oferta al Palau de la Governació, a Santiago, en honor del dictador Trujillo, que marcà l'inici del rumb tràgic per a tota la família. Trujillo conegué a Minerva Mirabal i se sentí atret per la seva bellesa. Pocs dies després que Trujillo es fixés en ella, de nou la família Mirabal rebé, a mitjan agost, una altra invitació del govern, aquesta vegada perquè assistissin a la festa d'inauguració de l'Hotel Montaña, a Jarabacoa. En aquella ocasió, el dictador, i el seu fill Ramfis, ballaren amb Minerva. Trujillo aprofità l'ocasió per a demostrar amb galanteria la seva atracció cap a ella, conducta que no fou rebuda de bon grat per ella i, per aquesta raó, deixà de ballar. A la tercera invitació, Trujillo tan aviat arribà al lloc, reinicià amb major empenta el seu intent d'atreure a la jove. Ballaren diverses vegades, conversaren llargament enmig del saló amb la pretesa i de nou fou rebutjat. Aquest fet posà Trujillo furiós, humiliat per la família Mirabal, fins que culminà amb l'assassinat d'ella.

## Assassinat
El 25 de novembre de 1960 fou assassinada, al costat de les seves germanes Patria i María Teresa, així com de Rufino de la Cruz Disla, el conductor del jeep en el qual viatjaven,. prop del pont Marapica, a la carretera Santiago-Puerto Plata. Foren emboscades per agents del SIM després de visitar els seus marits, tots dirigents del Moviment Revolucionari 14 de Juny, a la fortalesa de Puerto Plata, on es trobaren presos per sedició. Posteriorment foren conduïdes fins a una casa campestre de la comunitat de La Cumbre, on moriren assassinades a cops de pals i altres objectes contundents fins a causar-les la mort. Al deixar-les mortes les van tornar al seu cotxe simulant un accident de cotxe; per sort l'única germana sobrevivent es va adonar que havien estat assassinades. Les seves restes es troben al Museu de les Germanes Mirabal, situat a la seva localitat natal.